# Norman Crowther Hunt
Pour les articles homonymes, voir Crowther et Hunt.
Norman Crowther Hunt, baron Crowther-Hunt (13 mars 1920 - 16 février 1987) est un universitaire britannique et homme politique travailliste. Il est ministre d'État dans le gouvernement de Harold Wilson de 1974 à 1976 et devient recteur de l'Exeter College d'Oxford en 1982.

## Jeunesse et éducation
Hunt est né à Bradford en 1920. Il fait ses études au Belle Vue High School de Bradford et étudie l'histoire au Sidney Sussex College de Cambridge avant d'y devenir membre en 1949. Il obtient une bourse du Fonds du Commonwealth et étudie la politique américaine à l'Université de Princeton et, en 1952, il est élu à un poste de tutorat en politique à l'Exeter College, à Oxford.

## Carrière
Hunt apparait régulièrement à la BBC et anime l'hebdomadaire People and Politics sur le BBC World Service. En 1986, son travail au sein de la société lui vaut d'être nommé président de son Conseil consultatif général.
Grâce à son amitié avec Harold Wilson, Hunt promeut la réforme de la fonction publique et la décentralisation, deux questions sur lesquelles il est très investi. Au cours du premier mandat de Wilson en tant que Premier ministre, il siège au Comité de la fonction publique (1966-1968, présidé par John Fulton) et est nommé à la Commission royale sur la Constitution, présidée par Geoffroy Crowther (en) et plus tard par Lord Kilbrandon, en 1969.
Le 9 juillet 1973, il reçoit une pairie à vie en tant que baron Crowther-Hunt, d'Eccleshill dans la circonscription ouest du comté de York.
Pour développer les propositions de dévolution du gouvernement après le retour de Wilson au pouvoir, Crowther-Hunt devient conseiller constitutionnel du gouvernement de mars à octobre 1974. Il est ensuite ministre d'État, Éducation et Sciences jusqu'en 1976, date à laquelle il devient ministre d'État au Bureau du Conseil privé, où il s'occupe à nouveau des questions de dévolution.
Désillusionné par l'attitude étroite et partisane du gouvernement à l'égard de la décentralisation et des obstacles à la réforme de la fonction publique, il retourne à l'enseignement à temps plein au Collège d'Exeter en 1976. Il devient recteur en 1982, poste qu'il occupe jusqu'à sa mort d'une crise cardiaque en 1987.